# Lichterfelde
Lichterfelde är en stadsdel (tyska: Ortsteil) i södra Berlin i Tyskland. Lichterfelde har 80 149 invånare (2011) och tillhör sedan 2001 stadsdelsområdet Steglitz-Zehlendorf. Stadsdelen är ett av Berlins äldsta villaområden och är känd för sina många villor från Gründerzeit-epoken på 1800-talet. Den delas i en västlig och en östlig del av Teltowkanalen.

## Historia
Byn Lichterfelde grundades på 1200-talet av nybyggare från Flandern. Godset i Lichterfelde ägdes av släkten von Britzke fram till slutet av 1600-talet, och därefter kom det att byta ägare många gånger. Under 1860- och 1870-talen grundade byggentreprenören Johann Anton Wilhelm von Carstenn en villakoloni i Lichterfelde. Stadsdelen fick två järnvägsstationer, Lichterfelde Ost och Lichterfelde West. Stadsdelen kom att präglas av stora, fantasifullt utsmyckade villor som byggdes av Berlins överklass och officerare från den närbelägna kadettskolan.
Åren 1877–1878 slogs Lichterfeldes och Giesensdorfs godsdistrikt ihop med Lichterfeldes och Giesensdorfs landskommuner till kommunen Groß-Lichterfelde. Denna kom därefter 1920 att infogas i det då bildade Stor-Berlin i samband med de stora administrativa reformerna under Weimarrepubliken.

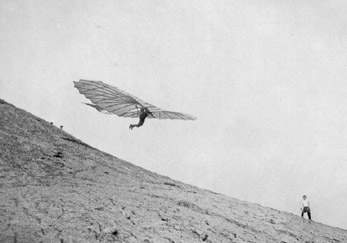
Otto Lilienthal startar från Fliegeberg, 29 maj 1895.

Mellan 1882 och 1918 var Preussens huvudkadettskola förlagd till Lichterfelde. Spårvägen mellan stationen Lichterfelde Ost och kadettskolan var världens första elektriska spårväg, invigd 1881. Flygpionjären Otto Lilienthal startade 1894 sina första glidflygningsexperiment på Fliegeberg i södra Lichterfelde. Sedan 1932 finns ett monument över Lilienthal på platsen.
Under andra världskriget fanns mellan 1942 och 1945 ett lägerannex till koncentrationslägret Sachsenhausen i Lichterfelde, med omkring 1 500 fångar. Den oppositionella Kreisaukretsen, med kopplingar till 20 juli-attentatet mot Adolf Hitler 1944, hade möten i Peter Yorck von Wartenburgs hem på Hortensienstrasse 50. Efter 1945 tillhörde Lichterfelde den amerikanska ockupationssektorn i Västberlin fram till 1990.  
Sedan återföreningen har pendelförbindelserna in till Berlins centrum förbättrats, och området har fortsatt att vara ett av Berlins attraktivaste och dyraste bostadsområden.

## Museer

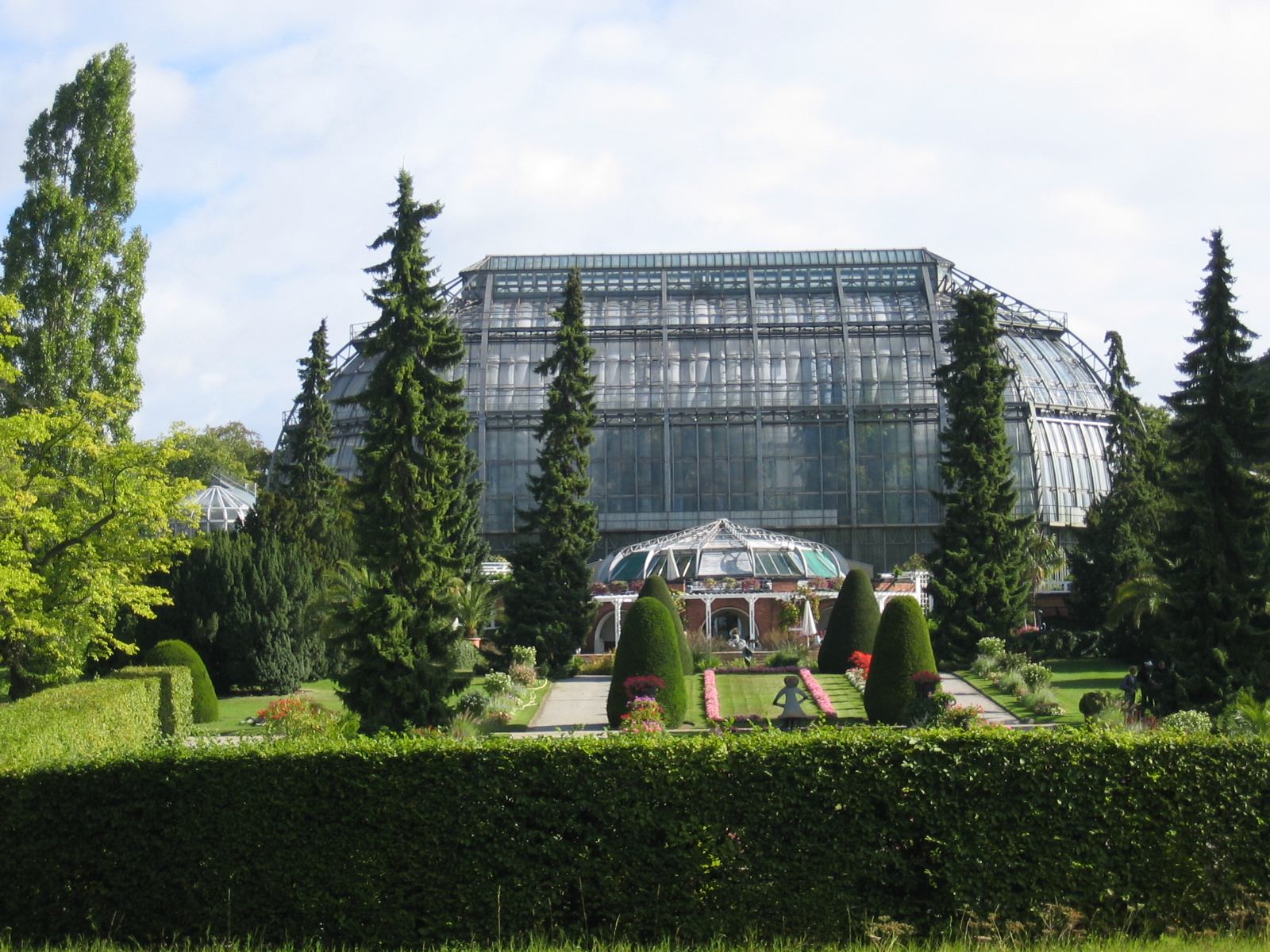
Berlins botaniska trädgård ligger i Lichterfelde

- Botanischer Garten Berlin, Berlins botaniska trädgård (Tysklands största).

## Kända Lichterfeldebor
- Drafi Deutscher (1946–2006), sångare, kompositör och musikproducent.
- Götz George, skådespelare.
- Sebastian Haffner, (1907–1999) historiker och journalist.
- Peter Huchel (1903–1981), poet och redaktör.
- Gustav Lilienthal (1849–1933), arkitekt och flygpionjär.
- Otto Lilienthal (1848–1896), flygpionjär.
- Kurt von Schleicher (1882–1934), Tysklands rikskansler 1932-1933.
- Peter Yorck von Wartenburg (1904–1944), jurist och motståndsman som deltog i planeringen av 20 juli-attentatet mot Adolf Hitler.